# 決壊 (平野啓一郎の小説)
『決壊』（けっかい）は、平野啓一郎による長篇小説。雑誌『新潮』に、2006年11月号から2008年4月号まで連載され、新潮社から上下2冊で単行本（ISBN 978-4-10-426007-2、ISBN 978-4-10-426008-9）となった。インターネット時代を背景にした殺人と赦しを描き、現在の社会への鋭い問いかけとなっている。

## あらすじ
山口県宇部市に住む沢野良介は、妻と子どもと3人で平和な家庭を築いていた。兄の崇は東京で国立国会図書館に勤務する、エリート官僚の卵であった。ところが良介は、ネット上の自分の日記で、兄へのコンプレックスを表明し、家族への不信感をあらわにしていた。それをたまたま妻は発見し、崇に相談する。すると良介の日記に、『666』なる人物からの書き込みが現れる。
大阪に出張することになった良介は妻に、崇と現地で落ち合うといって家を出る。崇は国会図書館の関西館の開設のため、関西に出張していたのである。崇と会った後、良介は行方不明になり、その後、バラバラにされた良介の遺体が発見される。崇に容疑がかかるが、意外なところから真犯人が判明する。
遺された家族や、崇のその後の生き方を描き、作品は今のネット時代の悪意を描いていく。

## 登場人物
- 沢野良介
- 沢野良太
- 沢野佳枝
- 沢野和子
- 沢野治夫
- 沢野房江
- 沢野崇
- 羽田千津
- 小曽根美菜
- 壬生実見
- 本田照子
- 本田邦夫
- 本田象一
- 室田秀則
- 沙希
- 北崎友哉
- 北崎志保子
- 北崎英二
- 尾田
- 木下
- 広畑純也
- 久賀安由美
- AI
- 666
- 悪魔
- ボケ役のやせた男・ツッコミ役の小太りの男（知性派として売っているお笑いコンビ）
- 岸辺
- 須田